# Felix de Andreis
Felix de Andreis (ur. 13 grudnia 1778 w Demonte; zm. 15 października 1820 w Saint Louis) – amerykański sługa Boży Kościoła katolickiego.

## Życiorys
Pochodził z religijnej rodziny. Gdy poczuł powołanie do życia zakonnego, wstąpił do Zgromadzenia Misji, gdzie rozpoczął nowicjat. W dniu 1 listopada 1797 roku otrzymał święcenia kapłańskie. W 1802 roku został przeniesiony do Rzymu, i w 1806 roku został kaznodzieją. W 1817 roku został mianowany wikariuszem generalnym. Był profesorem w dwóch uczelniach. Zmarł 15 października 1820 roku w opinii świętości. W 1900 roku rozpoczął się jego proces kanonizacyjny.